# 长胜街道
长胜街道，是中华人民共和国宁夏回族自治区石嘴山市大武口区下辖的一个乡镇级行政单位。

## 行政区划
长胜街道下辖以下地区：
骏马社区、金驼社区、奔牛社区、总机修厂社区、龙泉社区、潮湖村、龙泉村和长胜村。